# El Sahugo
El Sahugo is een gemeente in de Spaanse provincie Salamanca in de regio Castilië en León met een oppervlakte van 58,97 km². El Sahugo telt 196 inwoners (1 januari 2016).

## Demografische ontwikkeling
Bron: INE, 1857-2011: volkstellingen